# NGC 5201
NGC 5201 là một thiên hà xoắn ốc nằm trong chòm sao Đại Hùng. Nó được phát hiện vào ngày 14 tháng 4 năm 1789 bởi nhà thiên văn học người Anh gốc Đức William Herschel. Đó là khoảng 384 triệu năm ánh sáng.